# Cyathea poolii
Cyathea poolii är en ormbunkeart som först beskrevs av Carl Frederik Albert Christensen, och fick sitt nu gällande namn av Karel Domin. Cyathea poolii ingår i släktet Cyathea och familjen Cyatheaceae. Inga underarter finns listade.